# أريغارون باترسوني
أريغارون باترسوني (الاسم العلمي:Erigeron pattersonii) هو نوع من النباتات يتبع جنس الأريغارون من الفصيلة النجمية.